# Helminthocladia
Helminthocladia, nom. cons., rod crvenih algi iz porodice Liagoraceae. Taksonomski je priznat kao zaseban rod. Postoji dvadeset priznatih vrsta.
Tipična je Helminthocladia purpurea (Harvey) J.Agardh, sinonim za H. calvadosii (J.V.Lamouroux ex Duby) Setchell

## Vrste
1. Helminthocladia andersonii Searles & S.M.Lewis
2. Helminthocladia australis Harvey
3. Helminthocladia batrachopus J.Agardh
4. Helminthocladia beaugleholei Womersley
5. Helminthocladia calvadosii (J.V.Lamouroux ex Duby) Setchell
6. Helminthocladia cassei P.Crouan & H.Crouan
7. Helminthocladia densa (Harvey) F.Schmitz & Hauptfleisch
8. Helminthocladia dotyi Womersley
9. Helminthocladia hainanensis Tseng & Li
10. Helminthocladia hudsonii J.Agardh
11. Helminthocladia kempii Popolizio, C.W.Schneider & Chengsupanimit
12. Helminthocladia nizamuddinii Afaq-Husain & Shameel
13. Helminthocladia pinnata Tseng & Li
14. Helminthocladia reyesii O'Dwyer & Afonso-Carrillo
15. Helminthocladia rhizoidea Doty & I.A.Abbott
16. Helminthocladia senegalensis Bodard
17. Helminthocladia simplex Doty & Abbott
18. Helminthocladia sreeramului Umamaheswara Rao
19. Helminthocladia stackhousei (Clemente) J.Cremades
20. Helminthocladia yendoana Narita